# Цифровий COVID-сертифікат
Цифровий COVID-сертифікат або паспорт вакцини, також відомий як сертифікат імунітету, свідоцтво про одужання або свідоцтво про звільнення — це документ як у паперовому, так і в цифровому форматі, який підтверджує, що в цього носія відсутній імунітет від заразної хвороби. Подібно до карантину, державна сертифікація — це заходи, які уряди вживають для пом'якшення епідемії.
Паспорт імунітету — це не те саме, що запис про щеплення або сертифікат про щеплення, що підтверджує, що хтось вакцинувався за підтвердження медичної картки клініки, де проводили щеплення. Carte Jaune («жовта картка») — це офіційний запис про щеплення, виданий Всесвітньою організацією охорони здоров'я (ВООЗ). Вважається, що основна відмінність полягає в тому, що сертифікати про щеплення, такі як Carte Jaune, заохочують людей до вакцинації проти тієї чи іншої хвороби, тоді як паспорти імунітету стимулюють людей заражатися хворобою та одужувати від неї.
Концепція паспорта імунітету привернула велику увагу під час пандемії COVID-19 як потенційного способу стримувати пандемію та дозволити швидше повернутися до активної економічної діяльності. Він може включати «паспорт здоров'я» для людей, які або були щеплені, або іншим чином сформували імунітет, переживши COVID-19.

## Концепція
Сертифікати імунітету — це юридичний документ, що видається органом, який проводить тестування, після серологічного тесту. Він демонструє наявність у носія антитіл, що забезпечують йому імунітет від захворювання. Ці антитіла можуть бути вироблені природним шляхом, вилікувавшись від хвороби, або спровоковані вакцинацією. Такі сертифікати мають практичне значення лише за умови, що можуть бути виконані всі наступні умови:
- Вилікувані або щеплені пацієнти мають захисний імунітет, який перешкоджає їх повторному зараженню
- Захисний імунітет тривалий
- Збудник мутує досить повільно, щоб імунітет працював проти більшості штамів
- Тести на імунітет мають низькі хибно позитивні показники

За наявності надійних сертифікатів імунітету їх можна було б використовувати для звільнення власників від карантину та обмежень щодо соціального дистанціювання, дозволяючи їм подорожувати та працювати у більшості районів, включаючи професії з високим ризиком, такі як, наприклад, сфера охорони здоров'я.

## COVID-19
Станом на травень 2020 року залишалось незрозумілим, чи було дотримано будь-яку з цих умов для COVID-19. 24 квітня 2020 року Всесвітня організація охорони здоров'я (ВООЗ) заявила, що «на даний момент пандемії недостатньо доказів про ефективність імунітету, виробленого антитілами, щоб гарантувати точність "паспорта імунітету". Наприклад, дослідження, опубліковане в квітні 2021 року, показує, що ефект вакцини вакциною Пфайзер триває щонайменше півроку.
Через дисбаланс у розподілі вакцин у країнах, що розвиваються, є побоювання щодо несправедливості застосування паспортів імунітету для мандрівників з різних країн. На засіданні 15 квітня 2021 року надзвичайний комітет Всесвітньої організації охорони здоров'я виступив проти паспортів імунітету, заявивши, що «державам-учасницям настійно рекомендується визнати потенціал вимог підтвердження вакцинації для поглиблення несправедливості та сприяння відносній свободі пересування».
Однак багато країн можуть дедалі частіше розглядати статус вакцинації подорожуючих, коли приймають рішення про в'їзд або про те, чи вимагатимуть від них дотримання карантинних обмежень. «Якийся сертифікат вакцини буде важливим» для перезавантаження подорожей та туризму, зазначив у лютому 2021 року Девід Набарро, спеціальний посланник з питань COVID-19 Всесвітньої організації охорони здоров'я (ВООЗ) Серед країн, які експериментують або серйозно розглядають уведення паспортів імунітету проти COVID-19, є Аруба, Велика Британія, Ізраїль та Канада.
У деяких випадках паспорт імунітету буде поєднаний із цифровим COVID-сертифікатом про щеплення, тому люди, які пережили COVID-19, так і люди, які були щеплені, використовуватимуть однотипну документацію. У січні 2021 року Ізраїль оголосив, що всі ізраїльтяни, які отримали другу вакцинацію, а також усі, хто вилікувався від інфекції, матимуть право на отримання «зеленого паспорта», який звільнить їх від дотримання вимог ізоляції та обов'язкових тестів на COVID-19, включаючи тих, хто прибув з-за кордону. Паспорт діятиме 6 місяців.
У березні 2021 року директор ВООЗ з питань охорони здоров'я та інновацій Бернардо Маріано заявив, що «ми не схвалюємо той факт, що паспорт щеплень повинен бути умовою подорожі». Законодавці кількох штатів США також передчасно розглядають удосконалення законодавства про заборону паспортів імунітету проти COVID-19.
Станом на 4 квітня 2021 поки не зрозуміло, чи потрібно вакцинувати людей, які залишаються безсимптомними, але все ще заразними. Отже вони є мовчазними розповсюджувачами вірусу, що ставить під загрозу нещеплених людей. "Багато людей думають, що після вакцинації їм більше не доведеться носити маски", - каже Міхал Тал, імунолог зі Стенфордського університету. «Для них дійсно буде критично знати, чи доведеться їм продовжувати носити маски, тому що вони все ще можуть бути заразними.»

Карта, на якій показано, які штати США запровадили (блакитний) або заборонили (зелений) паспорти вакцин проти COVID-19. Сірий вказує на те, що держава не зробила ні того, ні іншого. [https://www.cbsnews.com/news/texas-vaccine-passports-greg-abbott/

Марджорі Тейлор Ґрін, новообрана депутатка штату Джорджія у Палаті представників США, на початку квітня 2021 року заявила своїм прихильникам у Facebook, що «щось, що називається паспортом вакцини», є формою «корпоративного комунізму» та частиною зусиль демократів контролювати життя людей. Однак репрезентативне опитування населення США показало, що до того, як питання стало політизованим, погляди громадськості на паспорти імунітету були рівномірно розділені, поки питання не "перетнуло" політичну та ідеологічну лінії.
15 березня 2021 року федеральний уряд США висловив думку, що він не повинен перевіряти вакцинацію проти COVID-19 і що будь-які розроблені процеси повинні бути безкоштовними, приватними та безпечними. Зокрема, Енді Славітт, старший радник Білого дому з питань реагування на COVID-19, заявив: «Це повинно бути приватним. Дані повинні бути захищеними. Доступ до нього має бути безкоштовним. Він повинен бути доступний як у цифровому вигляді, так і на папері та кількома мовами». Він також зазначив, що «уряд не має на меті зберігати та збирати ці дані». Пізніше, 6 квітня 2021 р., було оголошено, що федеральний уряд США не вводитиме обов'язкові паспорти вакцин, посилаючись на проблеми конфіденційності та дотримання прав людини.

### Цифрові сертифікати здоров'я

#### Позиція китайського уряду
У березні 2021 року уряд Китаю запровадив першу у світі систему паспортів вакцин проти COVID-19 завдяки партнерству з AliPay та WeChat. Система надає медичний сертифікат, який включає статус людини та результати її тестування на COVID-19. Спочатку система вказувала лише на те, що особа була вакцинована, якщо отримала вакцину проти коронавірусу китайського виробництва, що призвело до критики, хоча до квітня 2021 року система почала приймати записи про отримання вакцин Pfizer-BioNTech, Moderna та Johnson & Johnson. Станом на березень 2021 року використання додатку стало необов'язковим, і його використання було обмеженим громадянами Китаю. Цифровий паспорт здоров'я призначений для полегшення подорожей. Прихильники конфіденційності та користувачі соціальної мережі Китаю висловили занепокоєння щодо можливого інвазивного збору даних та використання даних для цілей моніторингу, що не стосується системи охорони здоров'я.

#### Європейський цифровий сертифікат COVID

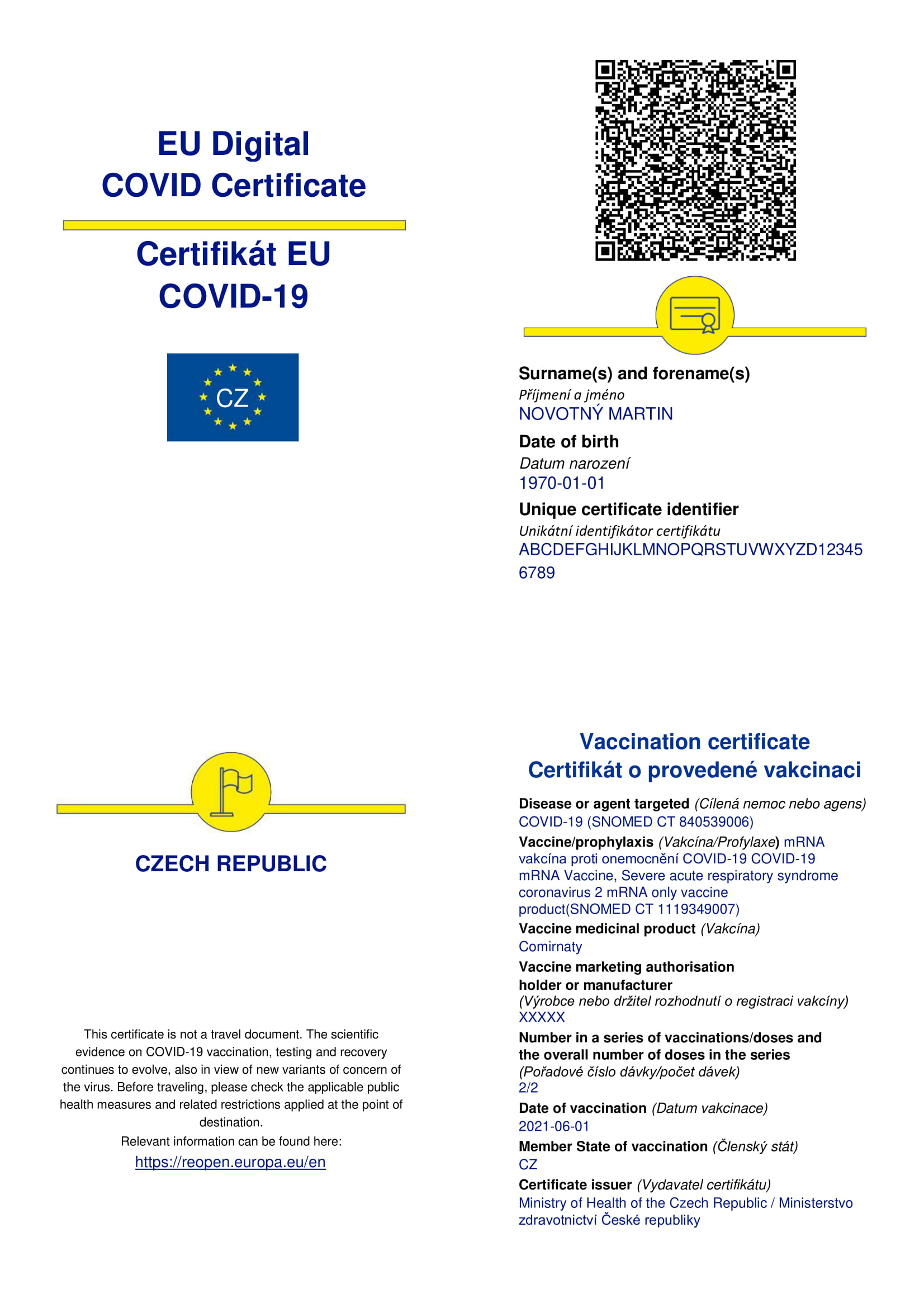
Цифровий сертифікат COVID ЄС (країна-видавець: Чехія)

Цифровий сертифікат ЄС про COVID (EUDCC), також званий Green Pass, набув чинності 1 липня 2021 р. Його наявність полегшує подорожі територією усіх 27 держав-членів, а також Швейцарією, Ісландією, Норвегією та Ліхтенштейном. Було сформовано понад 200 мільйонів сертифікатів Covid в ЄС..
Прем'єр-міністр Греції Кіріакос Міцотакіс запропонував створити такий сертифікат, щоб відродити свободу пересування та полегшити вільний проїзд вакцинованим громадянам Європейського Союзу територією Шенгенської зони (Сан -Марино та Ватикан).
Сертифікат може бути виданий особі, яка була щеплена вакциною проти COVID-19, схваленою EMA, нещодавно вилікувалася від COVID-19 або нещодавно мала негативний тест на ПЛР. За даними ЄС, діти віком до 6 років "також повинні бути звільнені від тестування, пов'язаного з подорожами". Сертифікат містить QR-код із цифровим підписом і доступний на папері або у форматі PDF. Початкове програмне забезпечення та вихідний код програми було опубліковано ЄС.
Інформація з QR-коду є CBOR-серіалізованою, підписаною, стиснутою zlib та кодуванням base45, але не зашифрованою. Він містить унікальний ідентифікатор, ім’я, дату народження, дату видачі та інформацію про щеплення/тест/відновлення. Дані не зберігаються централізовано. Ключі зберігаються емітентами. Сертифікат вважається дійсним лише за умови пред’явлення відповідних дійсних документів, що посвідчують особу.
8 липня 2021 року Комісія ЄС ухвалила рішення прийняти швейцарські сертифікати про вакцинацію від COVID, зробивши їх дійсними у всій Шенгенській зоні. Сертифікат ЄС діє і в Швейцарії, оскільки вона є частиною Шенгенської зони.
Деякі країни ЄС, наприклад Угорщина, почали визнавати цифрові паспорти вакцин поза межами ЄС, у тому числі з Казахстану. Однак ці сертифікати не застосовуються в Шенгенській зоні.
21 липня 2021 р. Прем’єр-міністр Франції Жан Кастекс підтвердив, що квиток на COVID буде потрібен для дозвілля, у якому братиме участь понад 50 осіб, і його необхідно пред’являти у тематичних парках та на концертах, а також у кінотеатрах, басейнах та музеях.. Наступного дня уряд Італії оголосив, що подібні обмеження наберуть чинності 6 серпня і поширюватимуться на ще більш широкий спектр заходів, таких як санаторії, казино та ресторани у приміщенні. "Зелений пропуск необхідний, якщо ми хочемо тримати бізнес відкритим", - сказав прем'єр-міністр Маріо Драгі журналістам.

#### IATA Travel Pass
Міжнародна асоціація повітряного транспорту (IATA) запропонувала цифровий додаток для автентифікації тесту COVID та / або статусу вакцинації мандрівників. На початку 2021 року його випробовували багато провідних авіакомпаній, включаючи Air New Zealand, Qantas та Singapore Airlines. У редакційній статті Радіо Нова Зеландія пропагандист зазначив, що, ймовірно, такий документ стане необхідною умовою для авіаперевезень до країн, де Covid-19 не поширений, таких як Фіджі, Тайвань, Австралія та Нова Зеландія.

### Сертифікати негативних тестів
На відміну від сертифікатів імунітету, так звані сертифікати, що не містять Covid, підтверджують результат тесту Covid людини протягом короткого періоду часу (як правило, в межах декількох днів). У цьому контексті сертифікати, що не містять Covid, пов'язують особу людини з результатом тесту Covid.

### Аргументи та суперечки
Такі прихильники ідеї, як Сем Рейнсі, співзасновник опозиційної Камбоджійської національної рятувальної партії (CNRP), стверджують, що імунітет, набутий природним шляхом або вакцинацією, є ресурсом, який потрібно використовувати для обмеження впливу пандемії на глобальну економіку. Зверніть увагу, що рівень життя більшості людей у Камбоджі повністю залежать від розвитку туристичної галузі, яка була знищена. Бідні країни також можуть отримати вигоду з реєстрації імунологічного статусу, оскільки це зменшить витрати на дефіцитні вакцини. Етичні занепокоєння щодо посвідчень імунітету висловлювались організаціями, включаючи Human Rights Watch (HRW). На думку HRW, вимагання посвідчень імунітету для роботи чи подорожей може змусити людей проходити тести або ризикувати втратою роботи створює порочний стимул для людей навмисно заразитися для отримання сертифікатів імунітету, і ризикує створити чорний ринок фальшивих або фальсифікованих посвідчень імунітету. Обмежуючи соціальну, громадянську та економічну діяльність, паспорти імунітету можуть «ускладнювати існуючу гендерну, расову, етнічну та національну нерівність». Сертифікати імунітету також стикаються з проблемами конфіденційності та прав людини.
З іншого боку, стверджується, що було б непропорційно позбавляти імунних осіб — які не можуть заразити себе та інших — своїх основних свобод. Ця загальна профілактика була б виправданою лише в крайньому випадку. Відповідно, Говінд Першад та Єзекіїль Емануель Дж підкреслює, що імунітет паспорт буде слідувати «принципу найменш обмежувальної альтернативи» і можуть навіть користь суспільству:
Противник паспортів імунітету у Великій Британії припустив, що, щоб зрозуміти небезпеку паспортів Covid, слід просто уявити еквівалент ожиріння. У статті "Daily Telegraph" сер Чарльз Вокер депутат висловив власну думку: 
"Уряд не повинен у ході планування сертифікації здоров'я зупинитися з паспортами Covid-19. Якщо ви серйозно ставитеся до порятунку життя та пропаганди особистої відповідальності, то вона повинна бути спрямована на хворобу ожиріння, яку можна уникнути та ідентифікувати... Це неминучий факт, що величезна кількість лікарняних ліжок, лікарів та ресурсів NHS за минулий рік клінічно ожирілим... Зрозуміло, що, витягуючи ресурс від інших хвороб та соціальних причин, ожиріння "вбиває" здорових людей. Але нарешті зміни можуть бути можливими. Точно так само, як людям незабаром доведеться доводити свій статус Covid, ми також можемо опинитися на стадії, коли технологія може бути застосована для моніторингу стану ожиріння людей. Такий прорив нарешті дозволить державі обмежити доступ людям з надмірною вагою до певних закладів харчування та придбання висококалорійних продуктів. Після входу в ресторан компанія може відсканувати додаток для мобільних телефонів, де відображається ваш ІМТ. Ті, хто знаходиться в межах здорового діапазону, можуть замовити бажане з меню, тоді як надмірна вага може обмежуватися замовленням порцій людям з обмеженим розміром. Що стосується огрядних, їх можна попросити задовольнити салатом або просто запропонувати піти із цього закладу. Для замовлення на винос компанії, такі як Just Eat або Deliveroo, можуть використовувати ті самі дані, взяті з телефону, щоб відсіяти огрядних від замовлення фаст-фуду. У супермаркетах ваш статус ІМТ можна перевірити під час виписки, при цьому товстішим клієнтам певну їжу виймають із кошиків або замінюють на здоровіші варіанти."
Кілька штатів США, включаючи Південну Дакоту, Монтану, Айдахо, Юту, Флориду, Техас та Аризону, заборонили використовувати паспорти імунітету COVID-19.
У квітні 2021 року Всесвітня організація охорони здоров'я не рекомендувала використовувати обов'язкові паспорти вакцин проти COVID-19 для поїздок, посилаючись на питання етики та ефективності.

## Історія

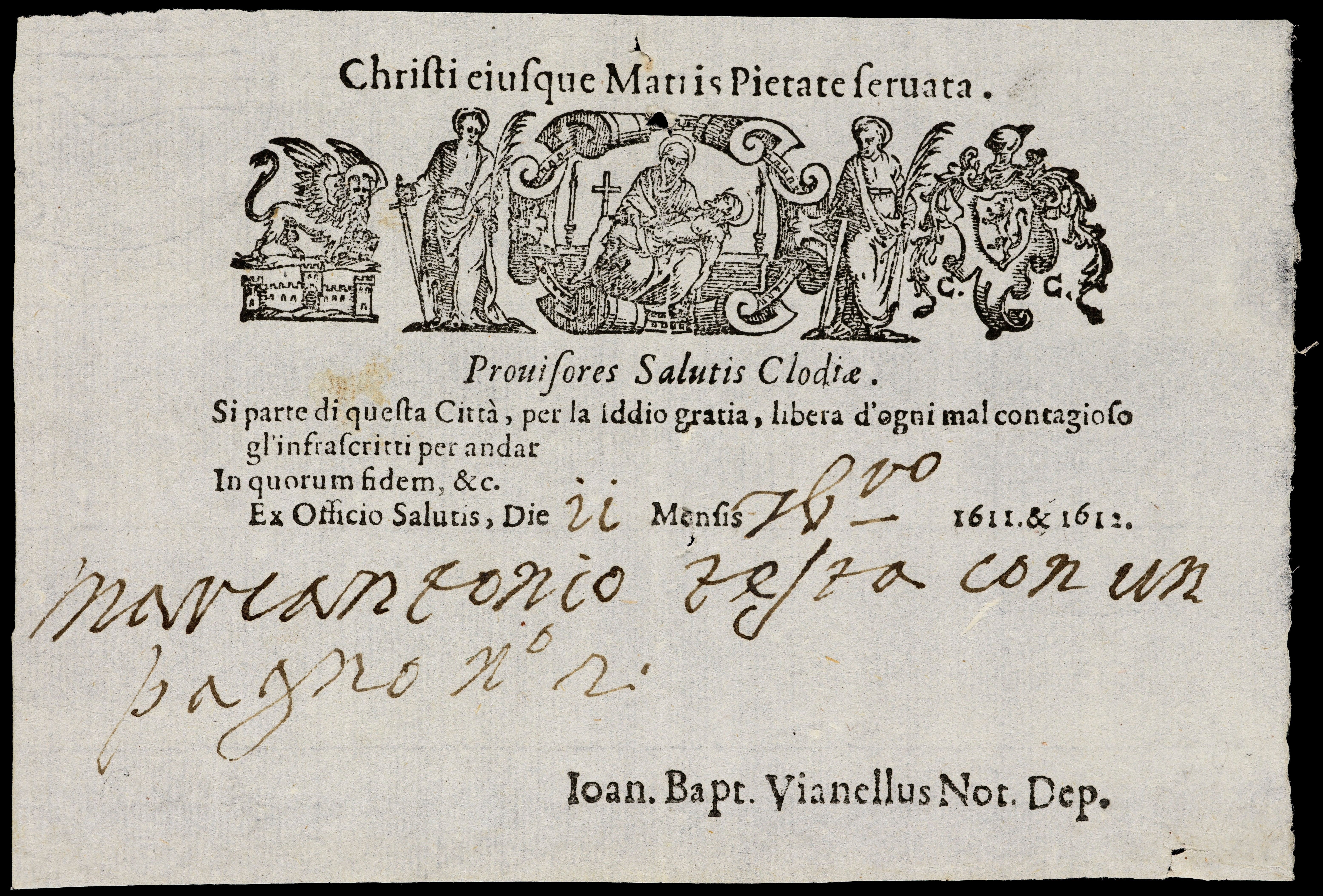
Італійський медичний пропуск (fede di sanità) для подорожей під час чуми, 1722 рік

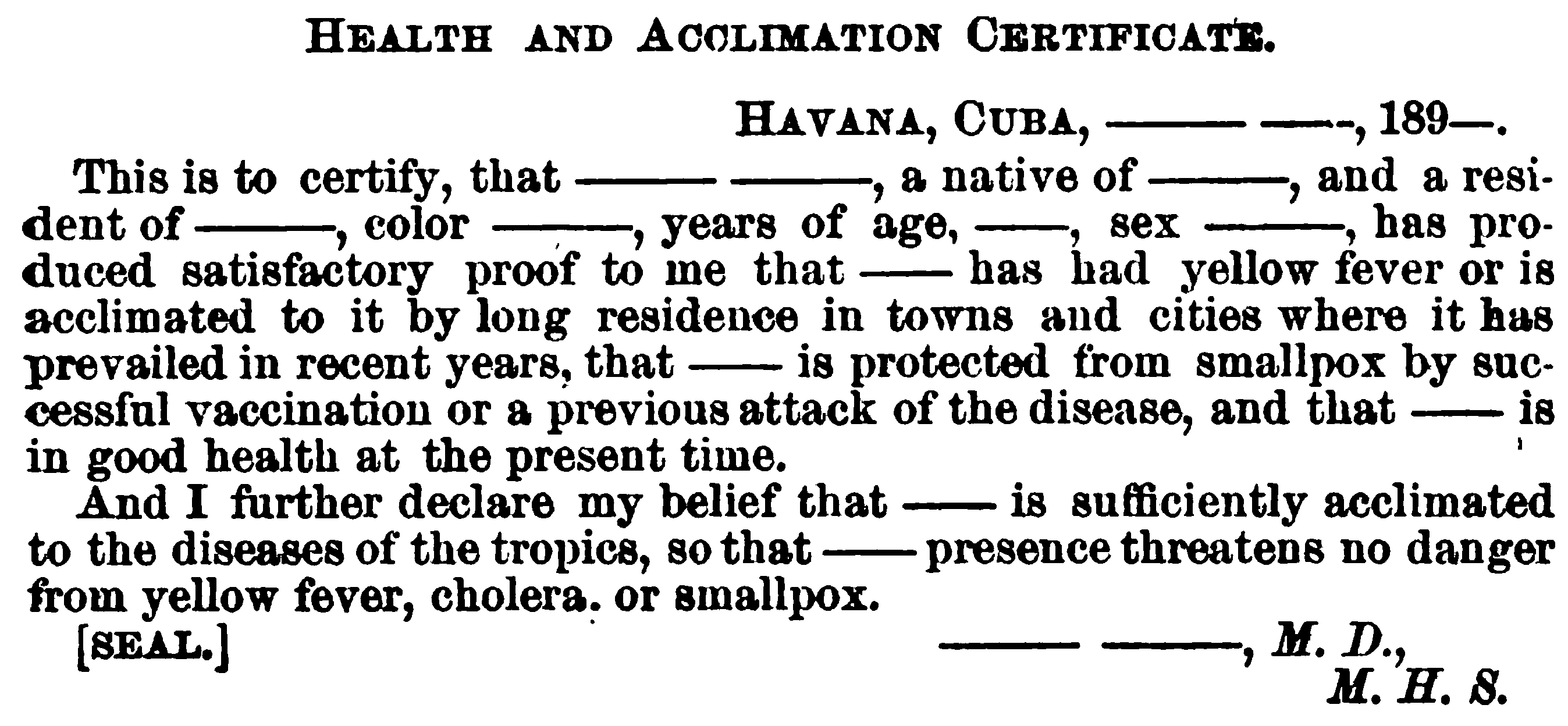
Зразок сертифіката, який, зокрема, повинен демонструвати імунітет до жовтої лихоманки, спричиненої хворобою. Він використовувався для імміграції до США наприкінці 19 століття.

Карантин застосовувався з давніх часів як метод обмеження поширення інфекційних хвороб. Отже, також необхідні документи, що засвідчують, що особа пройшла карантин або, як відомо, не є інфекційною. Починаючи з 1700-х років, різні італійські держави видавали феді ді саніта для звільнення своїх носіїв від карантину.
Міжнародний сертифікат про щеплення (Carte Jaune) — це сертифікат про щеплення та профілактику, а не про імунітет. З моменту прийняття Міжнародною санітарною конвенцією 1944 р. документ залишається незмінним. Сертифікат найчастіше асоціюється з Жовтою лихоманкою, але він також використовується для відстеження вакцинації проти інших хвороб.
Раннім захисником паспортів імунітету під час пандемії COVID-19 був Сем Рейнсі, лідер камбоджійської опозиції. В еміграції та в ув'язненні в Парижі він запропонував паспорти імунітету як спосіб перезапуску економіки в серії статей, які він розпочав у березні 2020 року та опублікував у The Geopolitics та The Brussels Times. Пропозиції також були опубліковані французькою мовою. Ідея ставала дедалі актуальнішою, оскільки стали очевидними докази стійкого набутого імунітету.
У травні 2020 року Чилі почав видавати «сертифікати про звільнення» пацієнтам, які одужали від COVID-19, але «документи ще не підтверджують імунітет». Багато урядів, включаючи Фінляндію Німеччину Велику Британію та США, висловили зацікавленість у цій концепції. Ізраїль запровадив систему " зеленого пропуску ", яка дозволяє тим, хто повністю вакцинований (або іншим чином повністю вилікувався від COVID-19), харчуватися в ресторанах, відвідувати концерти та подорожувати до інших країн, таких як Єгипет, Кіпр та Греція.
Штат Нью-Йорк вимагає від професійних спортивних майданчиків, де приймають вболівальники, використовувати " Excelsior Pass " або подібні методи, щоб підтвердити, що учасники отримали одне з наступного:
- повний курс вакцини проти COVID-19
- негативний тест ПЛР протягом 72 годин
- негативний тест на антиген протягом 6 годин

Малі та середні майстерні виконавських мистецтв, які використовують пропуск Excelsior або інші докази стану здоров'я, можуть відкриватися з більшою потужністю, в деяких випадках із відвідувачами на 250 % більше.